# Afang
Afang es una sopa de verduras que se origina de los efiks, en el estado de Cross River y los Ibibios de Akwa Ibom en el sur de Nigeria. También es un plato de los anaang, otra etnia que vive en ambos estados y que han adoptado este plato como parte de su identidad cultural, y también en otras partes de África. Se sirve en ceremonias (bodas, entierros, festivales...etc.) aunque también es un plato cotidiano. La sopa Afang es muy nutritiva y el costo de la preparación puede adaptarse según las necesidades de la familia. Los ingredientes utilizados para preparar la sopa afang incluyen carne de res, pescado, aceite de palma, cangrejo de río, pimienta, shaki (callos de res), hojas de agua, hojas de okazi, cebolla, sal de bígaro y otros condimentos.